# Pier Maria II de' Rossi
Pier Maria II de' Rossi, dit « Le Magnifique » (connu aussi sous le nom de Pier Maria Rossi), né à Berceto le 25 mars 1413 et mort à Torrechiara le 1er septembre 1482 est un condottiere, marquis de San Secondo, vaste seigneurie près de Parme, où se trouve le château des Rossi qui contient encore des sépultures des comtes Rossi. Il est aussi comte de Berceto et de Corniglio.

## Biographie

### Jeunesse
Pier Maria est le fils de Pietro Rossi, qui l'éduque à l'art de la guerre et qu'il suit dans ses batailles dès l'âge de 17 ans, et de Giovanna Cavalcabò. Dans sa jeunesse, il demeure à Venise quelque temps pour apprendre le français, le castillan, le dessin et l'histoire. Il manifeste une passion pour la construction des fortifications et une véritable sensibilité aux arts.
À l'âge de quinze ans, il épouse Antonia, fille de Guido Torelli comte de Montechiarugolo, condottiere réputé, et d'Orsina Visconti, avec qui il va avoir dix enfants, sept garçons et trois filles. Antonia acceptera sans conflit la présence des nombreux bâtards demeurant auprès de leur père à l'intérieur même du palais.
Placé par son père au service du duc de Milan Philippe Marie Visconti, il combat par cinq fois la république de Venise, obtenant des louanges pour sa valeur au combat. En 1425, le duc de Milan confirme la détention des fiefs concédés aux Rossi afin de s'attacher leur fidélité alors qu'il est en guerre contre Florence. Pier Maria rentre alors dans ses possessions, prend les armes pendant une quinzaine d'années et augmente l'étendue de son comté.

### Le condottiere
En 1432, il rencontre le condottiere Niccolò Piccinino et Francesco Sforza lorsque Sigismond de Luxembourg, en route vers Rome pour son couronnement, s'arrête à Milan pour recevoir la couronne de roi d'Italie et déposer en offrande dans la cathédrale les étendards pris aux hussites révoltés en Bohême. Il décide alors de devenir condottiere à part entière et recrute des compagnons d'armes parmi les fidèles serviteurs de son père pour constituer sa première condotta qu'il peut armer sans restriction grâce à l'appui de Piccinino qui a été nommé vicaire du duc de Milan à Parme. Il lui rend hommage en 1436 et devient un familier des capitaines d'aventure au service de Milan, Ludovico Gonzaga, Borso d'Este, Pino Ordelaffi et Frédéric de Montefeltro.
À la mort de son père, en 1438, il devient le maître de la seigneurie. Il fait aussitôt construire une vingtaine de châteaux dans ses possessions qui sont représentés sur la fresque du château de Torrechiara. Il profite de la trêve signée après la bataille d'Anghiari (1440) pour mettre au point la défense de ses domaines. Toutes les collines les plus élevées sont couronnées par les rocche, les superbes forteresses . Basilicanova, Felino, Torrechiara et Roccabianca prennent la forme d'un castrum romain, centre défensif, administratif et économique des territoires proches. Son gouvernement se situe au château de San Secondo, siège historique de la seigneurie familiale.
En 1447, lorsque François Sforza mène le siège de Plaisance, les parmesans font de Pier Maria Rossi leur capitaine. Il reprend tous les châteaux conquis par Ottobon Terzi, et lorsqu'il rentre dans Parme, il est accueilli comme le «Père de la patrie, faiseur de la liberté parmesane».
Son ardeur de soldat diminue et il laisse le commandement de l'entreprise militaire à ses deux fils, Giacomo et Giovanni, pour se retirer dans ses terres. La longue trêve qui suit la signature de la paix de Lodi lui permet de s'éloigner des champs de bataille jusqu'en 1476.

### Le bâtisseur et l'esthète amoureux

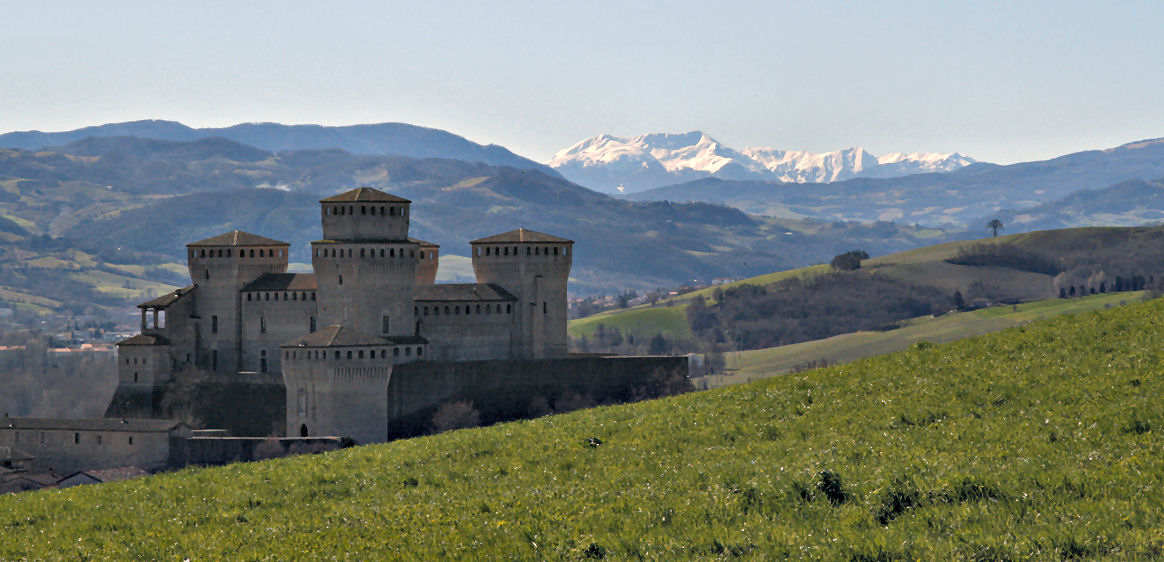
Le château de Torrechiara, construit par Pier Maria Rossi

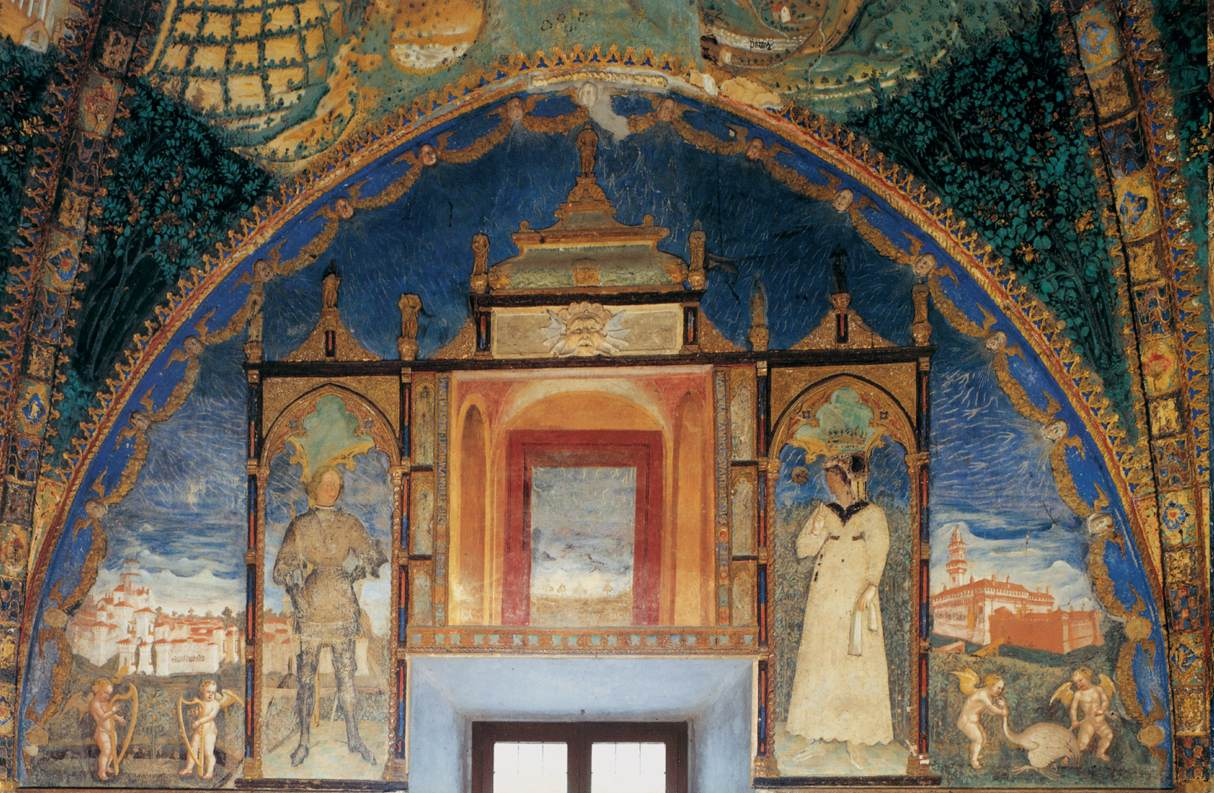
Pier Maria Rossi et Bianca Pellegrini, fresque de Benedetto Bembo dans la Camera d'oro du château de Torrechiara.

Il demande à plusieurs peintres de réaliser des fresques à la gloire de sa famille à l'intérieur d'une pièce mausolée du château de San Secondo, la Gesta rossiana. Il y fait peindre un panneau où il figure comme « Père de la patrie » dans un triomphe digne d'un empereur romain.
C'est à cette période qu'il remarque, lors d'une mission effectué à la cour de Milan, une belle jeune femme de vingt ans sa cadette, Bianca Pellegrini. Cette dernière est mariée à un conseiller du duc. Il est séduit par la beauté et l'instruction de cette femme mince et élégante, d'une blondeur éclatante et à la peau blanche comme l'ivoire, et qui correspond en tous points à l'idéal des portraitistes italiens de l'époque. Il lui compose des poèmes, des chansons d'amour et des rotrouenges pour la conquérir et engage le ménestrel Giovanni Cieco qui réalise des accompagnements musicaux dans la tradition importée par les troubadours provençaux qui, fuyant la croisade pontificale contre les Albigeois et la persécution des inquisiteurs, ont émigré en Italie à cette époque. Il devient un adepte de l'amour courtois. Il abandonne son épouse Antonia dans le fief de San Secondo et reconstruit le château des Rossi à  Roccabianca sur un ancien site fortifié abandonné afin d'abriter Bianca Pellegrini.De 1448 à 1460, il fait construire le château de Torrechiara, où se situe la chambre d'or créée pour sa maitresse.
Pour aménager agréablement les deux austères forteresses symboles d'un couple gémellaire du genre masculin, Torrechiara, et féminin, Roccabianca, il restaure les bains romains réputés autrefois pour leurs bienfaits, puis il invite les artistes à louer la passion amoureuse partagée par les deux amants. Avant les joutes équestres, il présente l'hommage à la reine du tournoi avec des rubans de couleur bleue semblables à ceux qui décorent la devise des Pelligrini. Il commande une copie du magnifique appareil décoratif installé dans les pièces du château de Giangaleazzo Visconti à Pavie, véritable dialogue entre les ensembles peints des deux résidences.
Il fait peindre en 1458, dans une des pièces du château de Torrebianca, des fresques représentant le pèlerinage initiatique entrepris par la Divine Bianca (Pellegrini, la pèlerine) qui le rejoint dans son château en passant par toutes les possessions des Rossi. Ces fresques, terminées en 1466, sont exécutées par Bonifacio et Benedetto Bembo, artistes lombards très appréciés à l'époque. Il y fait aussi réaliser des panneaux décoratifs inspirés par la fable de Griselda qui est reprise par Boccace dans le Décaméron, à la fin du récit de la dixième journée, dans la dixième nouvelle. Griselda représente l'idéal de la soumission de la femme récompensée de sa bonne conduite.
Au cours de cette période, il fait reconstruire le  château de San Secondo Parmense puis plusieurs églises : à Felino l'église de San Pietro Apostolo (1454), à Torrechiara celle de San Lorenzo (1455), à San Secondo la prévauté de l'Annunciazione (1470), à Lesignano, une petite église et les bains thermaux (1474), à Roccabianca l'église de San Bernardino (1479).

### Reprise des combats
Lorsque le nord de l'Italie s'embrase à nouveau autour de Ferrare, Piero Maria Rossi reprend les armes à contrecœur et s'engage dans le camp vénitien. Il ne peut plus s'appuyer sur ses fils. Giacomo a choisi comme concubine une fille des Terzi, le clan ennemi, après avoir tué son mari de ses propres mains et il a lui-même chassé et banni Giovanni qui a commis de nombreux délits. Il redevient capitaine d'une condotta de 80 chevaliers avec leurs servants d'armes au sein des armées vénitiennes sous les ordres de Roberto San Severino. Ils sont face au redoutable Trivulzio qui combat pour Ludovic le More, duc de Milan. Au cours de terribles assauts autour de Ferrare, il reçoit les honneurs et les rétributions liés à la qualité de son engagement. Agé et lassé, il n'accomplit pas complètement sa mission et Les Sforza lui font payer sa déloyauté. Ses puissants rivaux se soulèvent contre lui et en 1482, le château de San Secondo est assiégé par Ludovic Sforza, le contraignant à se réfugier dans le château de Torrechiara, où il meurt à l'âge de 69 ans. Les Rossi ne récupéreront jamais l'ensemble de leurs possessions.

## Descendance
Pier Maria et Antonia Torelli ont eu dix enfants  :
- Roberto (?-1541)
- Donella
- Giacomo, condottiere
- Guido (?-1490), condottiere et son successeur
- Ugolino (?-1498), homme d'église,
- Bertrando
- Bernardo (1432-1468), évêque de Crémone,
- Eleonora
- Giovanni
- Maria Bianca

Pier Maria eut aussi un fils naturel, Orlando.